# Кейн, Ларри
Ло́уренс Ке́йн (англ. Lawrence Cain; 9 января 1963, Торонто) — канадский гребец-каноист, выступал за сборную Канады в середине 1980-х — начале 1990-х годов. Чемпион летних Олимпийских игр в Лос-Анджелесе, серебряный призёр чемпионата мира, победитель многих регат национального и международного значения.

## Биография
Ларри Кейн родился 9 января 1963 года в Торонто. Детство провёл в небольшом городке Оквилле, учился в местной школе и состоял в знаменитом оквильском каноэ-клубе «Бурлоак». Активно заниматься греблей на каноэ начал в возрасте одиннадцати лет, находясь под впечатлением от выступления Джона Вуда на Олимпийских играх 1976 года в Монреале, ставшего там серебряным призёром.
Впервые в состав канадской национальной сборной попал в 1979 году, спустя два года добился звания чемпиона мира среди юниоров в одиночках на дистанциях 500 и 1000 метров, а в 1982 году перешёл на взрослый уровень. Благодаря череде удачных выступлений удостоился права защищать честь страны на летних Олимпийских играх 1984 года в Лос-Анджелесе — в одноместных байдарках завоевал золотую медаль на пятистах метрах и серебряную на тысяче, уступив в финале немцу Ульриху Айке. При всём при том, страны социалистического лагеря по политическим причинам бойкотировали эти соревнования, и многих сильнейших спортсменов из ГДР, Восточной Европы и СССР здесь попросту не было.
Кейн оставался в основном составе национальной сборной Канады ещё в течение многих лет и продолжал регулярно принимать участие в крупных международных регатах, тем не менее, существенных успехов уже не добивался, и Олимпиада в Лос-Анджелесе таким образом стала пиком его спортивной карьеры. Единственную медаль в зачёте чемпионатов мира он завоевал в 1989 году на мировом первенстве в болгарском Пловдиве, получил здесь серебряную награду в одиночках на дистанции 1000 метров, пропустив вперёд титулованного советского гребца Ивана Клементьева.
Будучи одним из лидеров канадской гребной сборной, успешно прошёл квалификацию на Олимпийские игры 1988 года в Сеуле, в одиночках на пятистах метрах сумел дойти только до стадии полуфиналов, в то время как на тысяче пробился в финал и в решающем заезде был близок к призовым позициям, придя к финишу четвёртым. Спустя четыре года представлял Канаду на Олимпийских играх в Барселоне, на сей раз выступал в программе двухместных каноэ вместе с напарником Дэвидом Фростом — на пятистах и тысяче метрах они в итоге заняли девятое и седьмое места соответственно.
Вскоре после барселонской Олимпиады Ларри Кейн принял решение завершить карьеру профессионального спортсмена, уступив место в сборной молодым канадским гребцам. Впоследствии работал учителем физкультуры в школе для девочек в Оквилле.